# Фостер Тауншип (округ Маккін, Пенсільванія)
Фостер Тауншип (англ. Foster Township) — селище (англ. township) в США, в окрузі Маккін штату Пенсільванія. Населення — 4038 осіб (2020).

## Демографія
Згідно з переписом 2010 року, у селищі мешкало 4316 осіб у 1824 домогосподарствах у складі 1227 родин. Було 1963 помешкання
Расовий склад населення:
| - 98,3 % — білих - 0,5 % — азіатів - 0,3 % — корінних американців - 0,2 % — чорних або афроамериканців |

До двох чи більше рас належало 0,6 %. Частка іспаномовних становила 0,8 % від усіх жителів.
За віковим діапазоном населення розподілялося таким чином: 21,3 % — особи молодші 18 років, 60,5 % — особи у віці 18—64 років, 18,2 % — особи у віці 65 років та старші. Медіана віку мешканця становила 44,8 року. На 100 осіб жіночої статі у селищі припадало 98,3 чоловіків;  на 100 жінок у віці від 18 років та старших — 95,3 чоловіків також старших 18 років.
Середній дохід на одне домашнє господарство  становив 68 319 доларів США (медіана — 51 935), а середній дохід на одну сім'ю — 81 550 доларів (медіана — 62 694). Медіана доходів становила 46 125 доларів для чоловіків та 34 453 долари для жінок. За межею бідності перебувало 7,9 % осіб, у тому числі 6,5 % дітей у віці до 18 років та 2,1 % осіб у віці 65 років та старших.
Цивільне працевлаштоване населення становило 2174 особи. Основні галузі зайнятості: освіта, охорона здоров'я та соціальна допомога — 27,1 %, виробництво — 22,2 %, роздрібна торгівля — 9,7 %, мистецтво, розваги та відпочинок — 8,9 %.